# Carbaril
El carbaril (metilcarbamat d'1-naftil) és un compost químic que pertany a la família dels carbamats i és emprat fonamentalment com a insecticida. És un sòlid blanc crital·lí comunament comercialitzat sota el nom de Sevin, una marca registrada de l'empresa Bayer.
Va ser descobert per la companyia Union Carbide i comercialitzat per primer cop el 1958. Actualment és el tercer insecticida més utilitzat als Estats Units per jardins domèstics, agricultura comercial i per la cura de boscos i pastures.
El carbaril és un inhibidor de la colinesterasa i és tòxic pels humans.

## Producció
Inicialment, el procés sintètic per a l'obtenció del carbaril implicava la reacció de fosgè amb metilamina per obtenir clorur de metilcarbamil i seguidament la piròlisi d'aquest per a la obtenició de l'isocianat de metil. El producte de la reacció de l'isocianat de metil amb l'1-naftol és el carbaril.
1. Síntesi del clorur de metilcarbamil a partir de fosgè i metilamina.
2. Piròlisi del clorur de metilcarbamil amb isocianat de metil com a producte.
3. Síntesi del carbaril a partir de l'1-naftol i l'isocianat de metil.

Alternativament, també es pot sintetitzar el carbaril fent reaccionar l'1-naftol amb fosgè i tractant el producte amb metilamina.
1. Reacció de l'1-naftol amb fosgè en medi bàsic.
2. Síntesi del carbaril per reacció del cloroformiat amb metilamina.

El primer dels processos era dut a terme a la fàbrica de Union Carbide al Bhopal. A la segona síntesi s'utilitzen els mateixos reactius però en un ordre diferent. D'aquesta manera s'evita l'ús de l'isocianat de metil com a intermediari. Tot i així, s'utilitza el fosgè, que és tòxic i reacciona amb aigua, i la metilamina, que és un producte tòxic i inflamable.

## Aplicacions
El desenvolupament d'insecticides de carbamat va ser un gran avanç pel que fa als pesticides. Encara que són tòxics pels insectes, els vertebrats l'eliminen ràpidament del seu organisme. Malauradament ataca tant als insectes objectiu, com el mosquit de la malària, com a insectes beneficiosos com les abelles.
No es concentra al greix ni es secreta amb la llet, per això està indicat per cultius agroalimentaris.

## Perillositat
El carbaril és un producte nociu, irritant d'ulls i de la pell. És nociu per inhalació i ingestio, i pot provocar enverinament per carbamat. Pot originar mutacions.
Presenta una elevada toxicitat per la vida aquàtica i les aus, i una toxicitat moderada per als animals terrestres. Provoca alentiment en el creixement de les plantes.
És moderadament persistent a l'aigua, amb una vida mitjana de 20 a 200 dies.
Pot tenir efectes com escurçament del cicle vital i pot provocar problemes al sistema reproductiu, disminució de la fertilitat i canvis d'aspecte i comportament. Aquests efecte poden aparèixer temps després de la primera exposició al producte.